# Hon eller ingen
Hon eller ingen är en svensk komedifilm från 1934 i regi av Gösta Rodin.

## Handling
Grosshandlare Blomberg är stamkund på Parfumerie Marie Danielsson där han ofta handlar parfym till sina många flammor. Blomgrens chaufför är förälskad i biträdet Eva och lurar direktören att hans bil gått sönder för att sedan ta med Eva ut på dans och andra nöjen.

## Om filmen
Filmen är baserad på den italienska komedifilmen Gli uomini, che mascalzoni... från 1932 av Mario Camerini.

## Rollista (i urval)
- Sture Lagerwall - Bengt Lundgren, chaufför
- Inga Tidblad - Eva Bergström, parfymeribiträde
- Emy Hagman - Karin Persson, parfymeribiträde
- Nils Lundell - Håkan Håkansson, mekaniker
- Naemi Briese - Biggan, Håkanssons fästmö
- Carl Barcklind - Bergström. droskchaufför
- Carl-Gunnar Wingård - grosshandlare Albert Blomberg
- Ruth Weijden - Marie Danielsson, ägare av parfymeriet
- Eric Rosén - direktör Malmqvist
- Signe Wirff - fru Malmqvist
- Knut Frankman - Gustavsson, Bergströms anställde
- Astrid Bodin - servitris i Södertälje
- Gösta Bodin - kund på rakstugan
- Wictor Hagman - direktör Grönkvist
- Åke Söderblom - slaktarbud
- Elof Ahrle - tidningsförsäljare
- Emil Fjellström - en bonde
- Sigge Fürst - poliskonstapel
- Eric Gustafson - "avmagringsdirektören"
- Anna Olin - en av hans kunder
- John Botvid - taxichaufför
- Jullan Jonsson - fru Jönsson, innehavare av serveringen vid Södertälje havsbad[3]

## Musik i filmen
- Amor med sin båge skjuter sällan fel, kompositör John Malm, text Sven Paddock
- Om du var min, kompositör Sten Axelson, text Sven Paddock, sång Greta Wassberg
- Carnevale, kompositör Paul Juon, instrumental
- Humoresque, kompositör Harrold Finck, instrumental
- Schlummerlied, nr 16, op. 124, kompositör Robert Schumann, instrumental
- Speldosan (Toner spröda höres flöda), kompositör John Malm, text Eskil Eriksson, instrumental
- Sprattelgubben, kompositör John Malm, text Eskil Eriksson, instrumental
- Verdens første Sang (Världens första sång), kompositör Erik Fiehn, instrumental[4]